# Siffert Racing Team
Siffert Racing Team var ett schweiziskt privat formel 1-stall som tävlade ett par säsonger i början av 1960-talet samt början av 1970-talet.

## F1-säsonger
| Säsong | Tävlingsnamn           | Bil          | Motor                    | Däck | Poäng | VM-plac. | Förare         |
| ------ | ---------------------- | ------------ | ------------------------ | ---- | ----- | -------- | -------------- |
| 1963   | Siffert Racing Team    | Lotus 24     | BRM 1.5 V8               | D    | 1     | (8:a)    | Jo Siffert     |
| 1964   | Siffert Racing Team    | Lotus 24     | BRM 1.5 V8               | D    | 0     | (8:a)    | Jo Siffert     |
| 1964   | Siffert Racing Team    | Brabham BT11 | Climax 1.5 V8            | D    | 0     | (4:a)    | Jo Siffert     |
| 1964   | Siffert Racing Team    | Brabham BT11 | BRM 1.5 V8               | D    | 3     | (6:a)    | Jo Siffert     |
| 1971   | Jo Siffert Automobiles | March 701    | Ford Cosworth DFV 3.0 V8 | G    | 0     | (3:a)    | François Mazet |